# 萊氏牙漢魚
萊氏牙漢魚，為輻鰭魚綱銀漢魚目擬銀漢魚科的其中一種，分布於大西洋巴西南部淡水、半鹹水域，為亞熱帶魚類，體長可達19公分，棲息在底中層水域，生活習性不明。